# The Edge

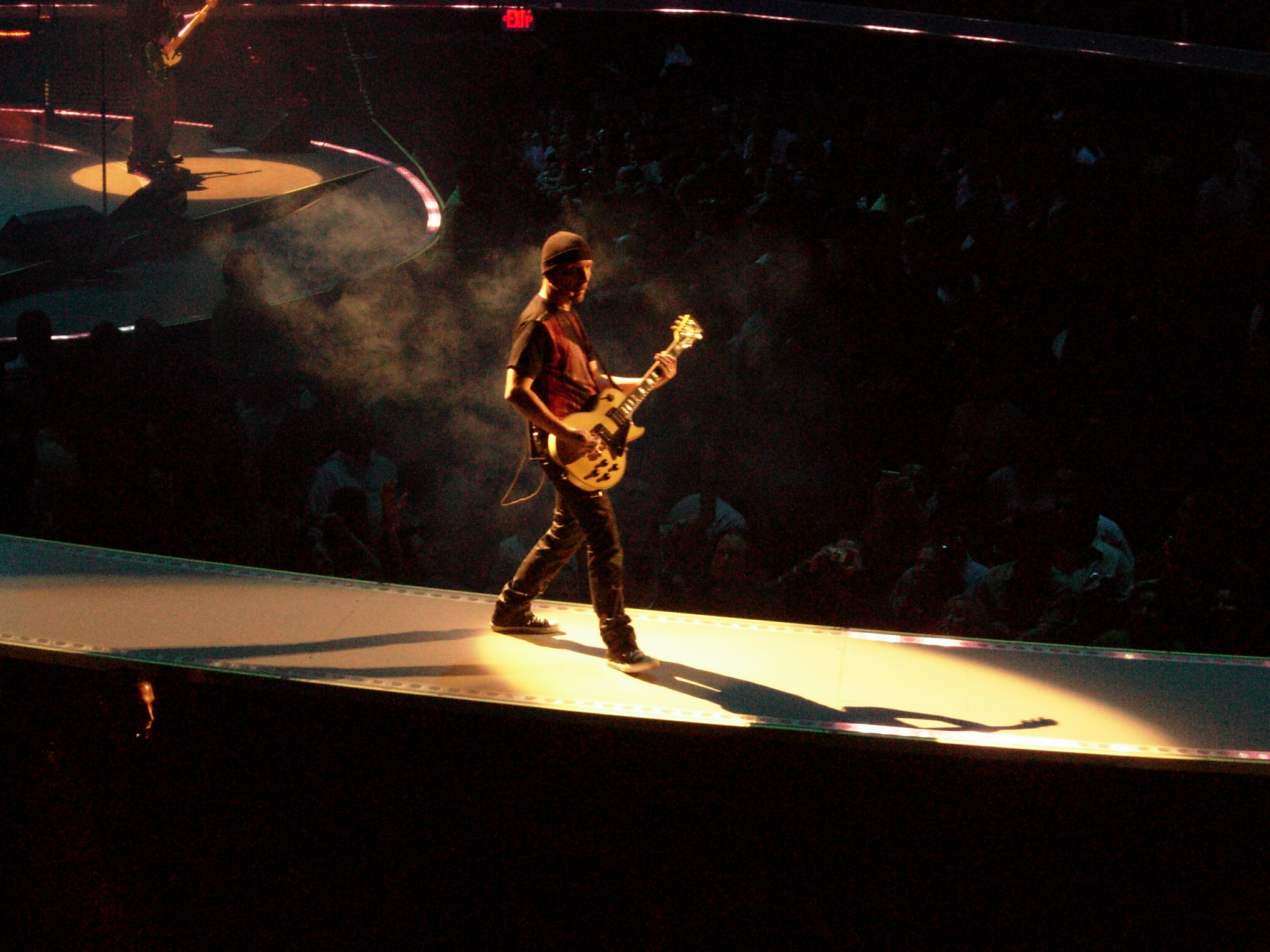
The Edge, pe scenă la Anaheim în 2005.

Dave Howell Evans (n. 8 august 1961, Barking, Regatul Unit) cunoscut mai mult dupa numele de scena The Edge, un muzician britanico-irlandez, consacrat ca chitarist al trupei rock U2.